# Максим IV (патриарх Константинопольский)
Максим IV (греч. Μάξιμος Δ΄; ум. Ватопед, Османская империя) — патриарх Константинопольский (1491—1497).
Предшественником патриарха Максима IV был Нифонт II, а его преемником был патриарх Иоаким I.

## Биография
До избрания на патриарший престол Максим IV носил имя Манассия, был настоятелем монастыря Ватопед на Афоне. С 1486 года — митрополит Серрский, активно боролся за права православных на землях, оказавшихся в Венеции.
По сообщению греческих хронистов XVI века, низложение Максима IV произошло в результате конфликта с монахом Гавриилом, из-за которого сильно пострадала репутация Максима IV. Известен турецкий документ султана Баязида II от 31 августа 1494 года, согласно которому по просьбе Максима IV были назначены лица, ответственные за сбор дани с приходов на Пелопоннесе.
Им стал представитель знатного фессалоникийского рода Гавриил. Возможно, это то же лицо, что и упоминающийся у хронистов монах.
После смещения Максима патриарший престол повторно занял святой Нифонт II, в его краткое патриаршество Максим IV оставался в столице и вел с ним внутрицерковную борьбу.
Максим IV скончался на Афоне и был похоронен в монастыре Ватопед.